# Defendente Ferrari
Defendente Ferrari (někdy v letech 1480/1485 Chivasso – asi 1540) byl italský malíř aktivní v Piedmontu.
Ferrari po vyučení v dílně Spanzottiho uspěl jako autor polyptychů a oltářních obrazů, pro které byl charakteristický vysoce dekorativní styl inspirovaný severoevropskými mistry.

## Vybraná díla
- Triptych (1507) -Sacra di San Michele, Piedmont
- Zrození (1511) -kostel sv. Jana, Avigliana
- Polyptych Sant'Ivo -Galleria Sabauda, Turin
- Bianzè polyptych -Museo Civico di Arte Antica, Turin
- Nářek nad Kristem -katedrála v Chivassu
- Madona s dítětem -Galleria Palatina, palác Pitti, Florencie